# Wolf (泰國電視劇)
《Wolf》（又譯狼計劃），為泰國One 31與LINE TV於2019年1月25日起播出的動作冒險電視劇，由Toni、Punpun、New、Off及First主演。
此劇由GMMTV製作，在2018年2月GMMTV的「Series X」活動上公開先導預告片。此劇原定於2018年內放映，但最後延遲至2019年1月在One 31電視台及LINE TV首播，同年4月終映。LiTV 線上影視全劇上架。

## 劇情簡介
此劇講述了五個不同職業的年輕人，在自己生活不如意時分別接收到匿名信息，邀請他們加入到一個名叫「狼計劃」的任務。獲勝者將獲得1000萬泰銖，參賽者要去亞洲不同國家，結識不同的人，還必須完成和異性陌生人談戀愛的任務，其中最有魅力的人將最後勝出。通過任務，這些年輕人找回了自我，找回了對生活的信心。

## 演員陣容
註：括號內的演員姓名為小名。

### 主要人物
- 東尼·拉肯（英语：Toni Rakkaen） 飾演 Don

以未婚妻去世後成為花花公子而聞名，第一個任務地點在澳門，為了完成任務需要與一個女生一夜情後拋棄她。
- 蘇卡達·顧瓏希（Punpun）飾演 Mo

第一個任務地點在普吉，任務為親吻一個裸著上身的男性，以及在狂歡的派對尋找目標。
- 提迪蓬·德查阿派坤（New）飾演 Plan

只關心金錢的男子，希望向父親展示他可以在短時間內賺到比他更多的錢而參與遊戲。第一個任務地點在澳門，任務要求是追求Ashley，因此向Ashley示愛，但是被她識穿自己的目的。
- 鐘朋·阿盧迪吉朋（Off）飾演 Por

他喜歡娛樂，對人際關係不忠，在前女友的提議下參加遊戲。為了完成任務，他不斷背叛單戀自己的Mo。
- 卡納潘·佩澤坤（First）飾演 Ryo

對色情充滿熱情的男孩，與父親相處得不太好。第一個任務地點在曼谷，任務為參與Mew Mew的握手會。

### 其他人物
- 蘇普·戰查仁（Lift）

Ryo的爸爸。
- 柴·尼姆塔瓦特（Neo）飾演 Bank

Ryo高中時最親密的朋友。
- 茱塔芘·英德拉瓊德拉（Jamie）飾演 Ashley

被Plan追求的女子，實際為他為求完成任務而表達的虛假心意。
- 哈里·奇瓦加隆（Ssing）飾演 Kon

Por最親密的朋友。
- Supanaree Sutichitwong（Fern）飾演 Mew Mew

- 妲楠拓·尼拉兴（Fang）饰演 Jub An

## 外部連結
- GMMTV官方網站 （页面存档备份，存于）（泰文）
- MyDramaList 劇集介紹及劇評（英文）
- 豆瓣劇集介紹 （页面存档备份，存于）（中文）